# トリブロモメタクレゾール
トリブロモメタクレゾール（英語: tribromometacresol）は、抗真菌薬の一つ。メタクレゾールの誘導体で、環の1位と2位にメチル基とヒドロキシ基が結合している。